# Aleksey Sysoyev
Aleksey Sysoyev (né le 8 mars 1985) est un athlète russe, spécialiste du décathlon.

## Carrière
Son meilleur résultat est de 8 497 points à Götzis, le 1er juin 2008.

## Palmarès
| Date | Compétition                   | Ville    | Résultat | Points |
| ---- | ----------------------------- | -------- | -------- | ------ |
| 2003 | Championnats d'Europe juniors | Tampere  | 2e       | 7 531  |
| 2004 | Championnats du monde juniors | Grosseto | 2e       | 8 047  |
| 2005 | Championnats d'Europe espoirs | Erfurt   | 2e       | 8 089  |
| 2005 | Championnats du monde         | Helsinki | —        | DNF    |
| 2006 | Hypo-Meeting                  | Götzis   | 8e       | 8 108  |
| 2006 | Championnats d'Europe         | Göteborg | 10e      | 8 068  |
| 2007 | Championnats du monde         | Osaka    | 6e       | 8 357  |
| 2008 | Hypo-Meeting                  | Götzis   | 2e       | 8 497  |
| 2009 | Championnats du monde         | Berlin   | 4e       | 8 454  |

## Records
| Épreuve    | Performance | Lieu              | Date           |
| ---------- | ----------- | ----------------- | -------------- |
| Décathlon  | 8 497 pts   | Götzis            | 1er juin 2008  |
| Heptathlon | 6 119 pts   | Saint-Pétersbourg | 3 février 2008 |